# Prudens van Duyse
Prudentius van Duyse lub Prudens van Duyse (ur. 17 września 1804 w Dendermonde; zm. 13 listopada 1859 w Gandawa) – pisarz i poeta flamandzki.
Studiował prawo na Uniwersytecie w Gandawie. W 1836 został archiwistą w Gandawie.
Swoje najlepsze wiersze opublikował w "Het klaverblad" (1848) oraz w "Nazomer" (1859). Oprócz poezji pozostawił pisma dotyczące historii narodowej oraz utwory dramatyczne.